# Sportverein Wehen 1926 Taunusstein 2016-2017
Questa voce raccoglie le informazioni riguardanti lo Sportverein Wehen 1926 Taunusstein nelle competizioni ufficiali della stagione 2016-2017.

## Stagione
Nella stagione 2016-2017 il Wehen Wiesbaden, allenato da Torsten Fröhling, Christian Hock e Rüdiger Rehm, concluse il campionato di 3. Liga al 7º posto.

## Rosa
| N. |                       | Ruolo | Calciatore         |
| -- | --------------------- | ----- | ------------------ |
| 1  | Germania (bandiera)   | P     | Markus Kolke       |
| 3  | Germania (bandiera)   | D     | Michael Vitzthum   |
| 4  | Germania (bandiera)   | D     | Sascha Mockenhaupt |
| 5  | Turchia (bandiera)    | D     | Sertan Yigenoglu   |
| 6  | Germania (bandiera)   | C     | Patrick Funk       |
| 7  | Germania (bandiera)   | A     | Philipp Müller     |
| 8  | Polonia (bandiera)    | C     | David Blacha       |
| 9  | Germania (bandiera)   | A     | Manuel Schäffler   |
| 10 | Germania (bandiera)   | C     | Robert Andrich     |
| 11 | Germania (bandiera)   | A     | Patrick Mayer      |
| 13 | Slovacchia (bandiera) | D     | Vladimír Kováč     |
| 14 | Germania (bandiera)   | C     | Jules Schwadorf    |
| 16 | Germania (bandiera)   | D     | Niklas Dams        |
| 17 | Germania (bandiera)   | D     | Daniel Wein        |
| 17 | Germania (bandiera)   | C     | Kevin Pezzoni      |
| 18 | Germania (bandiera)   | D     | Steven Ruprecht    |

| N. |                     | Ruolo | Calciatore         |
| -- | ------------------- | ----- | ------------------ |
| 19 | Germania (bandiera) | P     | Jan Albrecht       |
| 20 | Germania (bandiera) | C     | Marc Lorenz        |
| 21 | Germania (bandiera) | A     | Jann Bangert       |
| 22 | Ghana (bandiera)    | D     | Michael Akoto      |
| 23 | Germania (bandiera) | D     | Alf Mintzel        |
| 24 | Germania (bandiera) | A     | Luca Schnellbacher |
| 25 | Germania (bandiera) | P     | Maximilian Reule   |
| 26 | Germania (bandiera) | C     | Patrick Breitkreuz |
| 28 | Germania (bandiera) | C     | Nils-Ole Book      |
| 29 | Germania (bandiera) | D     | Dominik Nothnagel  |
| 31 | Germania (bandiera) | A     | Christian Cappek   |
| 32 | Germania (bandiera) | C     | Kevin Schindler    |
| 33 | Polonia (bandiera)  | C     | Sebastian Mrowca   |
| 36 | Germania (bandiera) | A     | Stephané Mvibudulu |
| 39 | Germania (bandiera) | C     | Evans Nyarko       |

## Organigramma societario
Area tecnica
- Allenatore: Rüdiger Rehm
- Allenatore in seconda: Mike Krannich, Thomas Kupper
- Preparatore dei portieri: Steffen Vogler
- Preparatori atletici: Sebastian Wagener

## Calciomercato

### Sessione estiva
| Acquisti | Acquisti           | Acquisti            | Acquisti |
| R.       | Nome               | da                  | Modalità |
| -------- | ------------------ | ------------------- | -------- |
| D        | Sertan Yigenoglu   | Monaco 1860         |          |
| D        | Michael Akoto      | Wehen Wiesbaden U19 |          |
| C        | Robert Andrich     | Dinamo Dresda       |          |
| D        | Vladimír Kováč     | Monaco 1860         |          |
| A        | Philipp Müller     | Amburgo             |          |
| A        | Stephané Mvibudulu | Kickers Stoccarda   |          |
| A        | Manuel Schäffler   | Holstein Kiel       |          |
| C        | Jules Schwadorf    | Viktoria Colonia    |          |

| Cessioni | Cessioni           | Cessioni                   | Cessioni |
| R.       | Nome               | a                          | Modalità |
| -------- | ------------------ | -------------------------- | -------- |
| C        | Sven Mende         | Lubecca                    |          |
| A        | Jarosław Lindner   | Sportfreunde Lotte         |          |
| D        | Fabian Franke      | Hallescher                 |          |
| P        | Niklas Reichel     | Wormatia Worms             |          |
| D        | Thomas Geyer       | Aalen                      |          |
| C        | Timm Golley        | Viktoria Colonia           |          |
| A        | Marius Kleinsorge  | Meppen                     |          |
| A        | Torsten Oehrl      | Bayern Monaco II           |          |
| A        | Francesco Teodonno | SV Alemannia Waldalgesheim |          |

### Sessione invernale
| Acquisti | Acquisti           | Acquisti         | Acquisti |
| R.       | Nome               | da               | Modalità |
| -------- | ------------------ | ---------------- | -------- |
| C        | Evans Nyarko       | Holstein Kiel    |          |
| D        | Dominik Nothnagel  | Kickers Würzburg |          |
| D        | Sascha Mockenhaupt | Bodø/Glimt       |          |

| Cessioni | Cessioni | Cessioni | Cessioni |
| R.       | Nome     | a        | Modalità |
| -------- | -------- | -------- | -------- |

## Risultati

### 3. Liga

#### Girone di andata
| Arbitro: | Jablonski |

|               |           |                     |
| Mvibudulu 82’ | Marcatori | 76’ Morys 89’ Ojala |

| Lotte 6 agosto 2016, ore 14:00 CEST 2ª giornata | Sportfreunde Lotte | 0 – 0 referto | Wehen Wiesbaden | FRIMO Stadion (1 639 spett.)\| Arbitro: \| Steinhaus-Webb \| |
| Arbitro:                                        | Steinhaus-Webb     |               |                 |                                                              |

| Arbitro: | Koslowski |

|                                      |           |  |
| Schäffler 1’ Pezzoni 47’ Andrich 58’ | Marcatori |  |

| Arbitro: | Brand |

|  |           |                                    |
|  | Marcatori | 54’ Müller 62’ Pezzoni 85’ Andrich |

| Arbitro: | Sather |

|                     |           |                          |
| Ruprecht 74’ (rig.) | Marcatori | 28’ Strohdiek 89’ Michel |

| Arbitro: | Bläser |

|            |           |  |
| Savran 36’ | Marcatori |  |

| Arbitro: | Drees |

|                                              |           |  |
| Ruprecht 29’ (rig.) Mvibudulu 63’ Blacha 86’ | Marcatori |  |

| Arbitro: | Fritsch |

|            |           |                |
| Seydel 33’ | Marcatori | 6’, 27’ Müller |

| Arbitro: | Mix |

|  |           |                                                 |
|  | Marcatori | 36’ (aut.) Ruprecht 58’ Beck 64’ Farrona-Pulido |

| Arbitro: | Pfeifer |

|  |           |           |
|  | Marcatori | 9’ Lorenz |

| Arbitro: | Siebert |

|                                     |           |                                |
| Warschewski 55’ Bischoff 87’ (rig.) | Marcatori | 9’ Schnellbacher 65’ Schäffler |

| Wiesbaden 22 ottobre 2016, ore 14:00 CEST 12ª giornata | Wehen Wiesbaden | 0 – 0 referto | Holstein Kiel | BRITA-Arena (2 700 spett.)\| Arbitro: \| Siewer \| |
| Arbitro:                                               | Siewer          |               |               |                                                    |

| Arbitro: | Jablonski |

|          |           |  |
| Menz 30’ | Marcatori |  |

| Arbitro: | Osmanagic |

|  |           |                                  |
|  | Marcatori | 5’, 72’ Frahn 30’ (aut.) Pezzoni |

| Arbitro: | Fritsch |

|                              |           |           |
| Thommy 28’, 75’ Grüttner 90’ | Marcatori | 41’ Kováč |

| Arbitro: | Brütting |

|                  |           |             |
| Schnellbacher 1’ | Marcatori | 45’ Gebhart |

| Arbitro: | Gräfe |

|                    |           |             |
| Sohm 9’ Krause 88’ | Marcatori | 12’ Andrich |

| Arbitro: | Müller |

|            |           |             |
| Blacha 57’ | Marcatori | 30’ Fennell |

| Arbitro: | Winkmann |

|                                       |           |            |
| Kader 30’ Deville 35’ Schleusener 90’ | Marcatori | 25’ Blacha |

#### Girone di ritorno
| Arbitro: | Thomsen |

|              |           |               |
| Kartalīs 85’ | Marcatori | 18’ Schäffler |

| Arbitro: | Stegemann |

|  |           |                          |
|  | Marcatori | 17’, 47’ Lindner 76’ Dej |

| Colonia 11 febbraio 2017, ore 14:00 CET 22ª giornata | Fortuna Colonia | 0 – 0 referto | Wehen Wiesbaden | Südstadion (1 293 spett.)\| Arbitro: \| Börner \| |
| Arbitro:                                             | Börner          |               |                 |                                                   |

| Arbitro: | Schütz |

|                               |           |  |
| Schäffler 27’, 69’ Blacha 48’ | Marcatori |  |

| Arbitro: | Osmanagic |

|  |           |               |
|  | Marcatori | 86’ Schäffler |

| Arbitro: | Stark |

|                                   |           |            |
| Ruprecht 76’ (rig.) Schäffler 90’ | Marcatori | 22’ Heider |

| Arbitro: | Zorn |

|  |           |            |
|  | Marcatori | 52’ Blacha |

| Arbitro: | Dankert |

|  |           |                           |
|  | Marcatori | 6’ Slišković 28’ Bouziane |

| Magdeburgo 19 marzo 2017, ore 14:05 CET 28ª giornata | Magdeburgo | 0 – 0 referto | Wehen Wiesbaden | MDCC-Arena (15 338 spett.)\| Arbitro: \| Kornblum \| |
| Arbitro:                                             | Kornblum   |               |                 |                                                      |

| Arbitro: | Schwermer |

|                        |           |  |
| Dams 43’ Schäffler 67’ | Marcatori |  |

| Arbitro: | Winkmann |

|           |           |  |
| Mayer 88’ | Marcatori |  |

| Arbitro: | Skorczyk |

|                        |           |  |
| Lewerenz 12’, 47’, 54’ | Marcatori |  |

| Wiesbaden 8 aprile 2017, ore 14:00 CEST 32ª giornata | Wehen Wiesbaden | 0 – 0 referto | Rot-Weiß Erfurt | BRITA-Arena (2 070 spett.)\| Arbitro: \| Hussein \| |
| Arbitro:                                             | Hussein         |               |                 |                                                     |

| Arbitro: | Fritsch |

|                                    |           |                        |
| Hansch 15’, 72’ Mast 36’ Frahn 90’ | Marcatori | 2’ Mayer 19’ Schäffler |

| Arbitro: | Winter |

|          |           |            |
| Dams 56’ | Marcatori | 32’ Thommy |

| Arbitro: | Bläser |

|            |           |                                       |
| Andrist 8’ | Marcatori | 82’ Funk 89’ Schäffler 90’ Breitkreuz |

| Wiesbaden 6 maggio 2017, ore 14:00 CEST 36ª giornata | Wehen Wiesbaden | 0 – 0 referto | Sonnenhof G. | BRITA-Arena (1 860 spett.)\| Arbitro: \| Börner \| |
| Arbitro:                                             | Börner          |               |              |                                                    |

| Arbitro: | Müller |

|  |           |                                                |
|  | Marcatori | 7’ (rig.) Lorenz 42’ Müller 87’ (aut.) Fennell |

| Arbitro: | Skorczyk |

|                                              |           |           |
| Schäffler 19’, 62’ (rig.), 68’ Schwadorf 24’ | Marcatori | 58’ Stark |

## Statistiche

### Statistiche di squadra
| Competizione | Punti | In casa | In casa | In casa | In casa | In casa | In casa | In trasferta | In trasferta | In trasferta | In trasferta | In trasferta | In trasferta | Totale | Totale | Totale | Totale | Totale | Totale | DR |
| Competizione | Punti | G       | V       | N       | P       | Gf      | Gs      | G            | V            | N            | P            | Gf           | Gs           | G      | V      | N      | P      | Gf     | Gs     | DR |
| ------------ | ----- | ------- | ------- | ------- | ------- | ------- | ------- | ------------ | ------------ | ------------ | ------------ | ------------ | ------------ | ------ | ------ | ------ | ------ | ------ | ------ | -- |
| 3. Liga      | 53    | 19      | 7       | 6       | 6       | 23      | 20      | 19           | 7            | 5            | 7            | 22           | 22           | 38     | 14     | 11     | 13     | 45     | 42     | +3 |
| Totale       | 53    | 19      | 7       | 6       | 6       | 23      | 20      | 19           | 7            | 5            | 7            | 22           | 22           | 38     | 14     | 11     | 13     | 45     | 42     | +3 |

### Andamento in campionato
| Giornata  | 1  | 2  | 3 | 4 | 5 | 6  | 7 | 8 | 9 | 10 | 11 | 12 | 13 | 14 | 15 | 16 | 17 | 18 | 19 | 20 | 21 | 22 | 23 | 24 | 25 | 26 | 27 | 28 | 29 | 30 | 31 | 32 | 33 | 34 | 35 | 36 | 37 | 38 |
| --------- | -- | -- | - | - | - | -- | - | - | - | -- | -- | -- | -- | -- | -- | -- | -- | -- | -- | -- | -- | -- | -- | -- | -- | -- | -- | -- | -- | -- | -- | -- | -- | -- | -- | -- | -- | -- |
| Luogo     | C  | T  | C | T | C | T  | C | T | C | T  | T  | C  | T  | C  | T  | C  | T  | C  | T  | T  | C  | T  | C  | T  | C  | T  | C  | T  | C  | C  | T  | C  | T  | C  | T  | C  | T  | C  |
| Risultato | P  | N  | V | V | P | P  | V | V | P | V  | N  | N  | P  | P  | P  | N  | P  | N  | P  | N  | P  | N  | V  | V  | V  | V  | P  | N  | V  | V  | P  | N  | P  | N  | V  | N  | V  | V  |
| Posizione | 12 | 13 | 7 | 5 | 8 | 10 | 8 | 4 | 7 | 7  | 5  | 7  | 9  | 12 | 13 | 13 | 15 | 16 | 16 | 15 | 17 | 18 | 17 | 14 | 13 | 11 | 15 | 14 | 12 | 11 | 12 | 13 | 15 | 14 | 14 | 13 | 9  | 7  |

Legenda:

Luogo: C = Casa; T = Trasferta. Risultato: V = Vittoria; N = Pareggio; P = Sconfitta.

### Statistiche dei giocatori
| M. Akoto         | 0  | 0  | 0 | 0 |
| J. Albrecht      | 0  | 0  | 0 | 0 |
| R. Andrich       | 31 | 3  | 9 | 1 |
| J. Bangert       | 5  | 0  | 0 | 0 |
| D. Blacha        | 29 | 5  | 3 | 0 |
| N. Book          | 0  | 0  | 0 | 0 |
| P. Breitkreuz    | 7  | 1  | 0 | 0 |
| K. Bulut         | 5  | 0  | 1 | 0 |
| C. Cappek        | 0  | 0  | 0 | 0 |
| N. Dams          | 28 | 2  | 5 | 0 |
| F. Franke        | 1  | 0  | 1 | 0 |
| P. Funk          | 31 | 1  | 6 | 0 |
| M. Kolke         | 34 | 0  | 2 | 0 |
| V. Kováč         | 17 | 1  | 2 | 1 |
| J. Lindner       | 0  | 0  | 0 | 0 |
| M. Lorenz        | 34 | 2  | 9 | 1 |
| P. Mayer         | 10 | 2  | 1 | 0 |
| A. Mintzel       | 30 | 0  | 4 | 0 |
| S. Mockenhaupt   | 17 | 0  | 2 | 0 |
| S. Mrowca        | 10 | 0  | 2 | 0 |
| S. Mvibudulu     | 13 | 2  | 4 | 0 |
| P. Müller        | 34 | 4  | 1 | 0 |
| D. Nothnagel     | 2  | 0  | 1 | 0 |
| E. Nyarko        | 1  | 0  | 0 | 0 |
| K. Pezzoni       | 33 | 2  | 9 | 0 |
| M. Reule         | 4  | 0  | 0 | 0 |
| S. Ruprecht      | 23 | 3  | 9 | 0 |
| K. Schindler     | 8  | 0  | 0 | 0 |
| L. Schnellbacher | 23 | 2  | 1 | 0 |
| J. Schwadorf     | 27 | 1  | 2 | 0 |
| M. Schäffler     | 36 | 13 | 5 | 0 |
| M. Vitzthum      | 11 | 0  | 1 | 0 |
| D. Wein          | 13 | 0  | 1 | 0 |
| S. Yigenoglu     | 9  | 0  | 3 | 0 |